# Коли здають гальма
«Коли здають гальма» (латис. «Kad bremzes netur») — радянський гостросюжетний фільм режисера Гунарс Цилінскіса, знятий на Ризькій кіностудії у 1984 році за романом Гунара Ціруліса «Не поспішай, дорогий».

## Сюжет
Міліцейське начальство стурбоване крадіжками автомобілів. Розслідуванням викрадень доручено зайнятися капітану міліції Сіліньшу. Його наречена і колега по роботі Айя Калниня ледь не застигла викрадачів на місці злочину, але тим вдалося втекти.
Злочинці ховають машину недалеко від путівця. Через деякий час вони стають мимовільними свідками нападу невідомого на молоду жінку, що добиралася в дачне селище по лісовій дорозі.
У викраденій машині через непорозуміння опинився брат Айї — Юріс. Бажаючи виправдатися перед сестрою, він повертається в лісове селище і намагається знайти нічного насильника. Самостійність підлітка закінчується його загибеллю. Капітан Сіліньш і співробітники розшуку роблять все можливе для розшуку вбивці.

## У ролях
- Андріс Сілавс —  Юріс Вайварс
- Петеріс Лієпіньш —  Вітолд
- Мартіньш Вілсонс —  Сіліньш
- Візма Озоліня —  Айя Калниня  (озвучувала  Наталія Ричагова)
- Мірдза Мартінсоне —  Лігіта Гулбе
- Мієрвалдіс Озоліньш —  професор Гулбіс
- Андріс Берзіньш —  Кірсіс
- Каспарс Пуце —  Лукс
- Гірт Яковлєв —  Штейнбергс
- Едуард Павулс —  серпня Дрейманіс
- Юріс Камінскіс —  майор міліції
- Талівалдіс Аболіньш —  спекулянт
- Егонс Бесеріс —  дядько Юриса
- Ілзе Ваздіка —  потерпіла
- Улдіс Ваздікс —  міліціонер
- Євген Іваничев —  експерт
- Інара Слуцька —  слідчий
- Волдемар Шоріньш —  Леон

## Знімальна група
- Автор сценарію і режисер-постановник: Гунарс Цилінскіс
- Оператор-постановник: Гвідо Скулте
- Композитор: Іварс Вігнерс
- Художник-постановник: Інара Антоне